# Швейниц, Льюис Дэвид
Льюис Дэвид, или Людвиг Давид фон Швейниц (нем. Ludwig David von Schweinitz, англ. Lewis David de Schweinitz; 1780—1834) — американский ботаник и миколог германского происхождения. Считается «отцом североамериканской микологии».

## Биография
Льюис Дэвид Швейниц родился 13 февраля 1780 года в деревне Бетлехем штата Пенсильвания. На протяжении 11 лет учился в городе Назарет. Затем семья Швейница переехала в Пруссию. В 1798 году Льюис Дэвид поступил в богословскую семинарию в городе Ниски. Льюис учился ботанике и микологии у профессора Йоханнеса Баптисты фон Альбертини. В 1805 году Швейниц и Альбертини издали книгу Conspectus Fungorum in Lusatiae, в которой описывалось множество грибов региона Лужица. Затем Швейниц некоторое время жил в Гнадау, был проповедником. Кильский университет присвоил Льюису Швейницу степень почётного доктора философии за его вклад в микологию. В 1812 году Швейниц вернулся в США, в город Салем (ныне Старый Салем, Северная Каролина). В 1817 году он стал членом Американского философского общества. В 1822 году Льюис Дэвид издал работу, посвящённую известным ему грибам Северной Каролины под названием Synopsis Fungorum Carolinæ Superioris. Эта работа была издана под редакцией Христиана Фридриха Швегрихена. В 1821 году он вернулся в Бетлехем, где жил до конца своей жизни. В 1832 году была издана работа Швейница Synopsis fungorum in America boreali media degentium, в которой были перечислены все известные на тот момент — около 4000 видов — грибы Северной Америки. Льюис Дэвид Швейниц переписывался с известными европейскими ботаниками и микологами. Среди его приятелей были Элиас Магнус Фрис и Джон Торри. Льюис Дэвид Швейниц скончался 8 февраля 1834 года.

## Некоторые научные работы
- Albertini, J.B. von; Schweinitz, L.D. von (1805). Conspectus fungorum in Lusatiae superioris agro niskiensi crescentium e methodo Personiana. 376 pp.
- Schweiniz, L.D. de (1821). Specimen florae Americae septentrionalis cryptogamicae. 27 pp.
- Schweinitz, L.D. de (1822; «1825»). Attempt of a monography of the Linnean genus Viola. American Journal of Science 5(1): 48—81.
- Scweinitz, L.D. de (1822). Synopsis fungorum Carolinae superioris. Ges. Leipzig 1: 20—131.
- Schweinitz, L.D. (1822). On two remarkable Hepatic mosses. J. Acad. Nat.-Sci. Philadelphia 2(2): 361—370.
- Schweinitz, L.D. de (1825). Description of a number of new American species of Sphaeriae. J. Acad. Nat.-Sci. Philadelphia 5: 3—16.
- Schweinitz, L.D. de; Torrey, J. (1825). Monograph of the North American species of the genus Carex.
- Schweinitz, L.D. de (1832). Synopsis fungorum in America boreali media degentium. Transactions of the American philosophical Society ser. 2. 4(2): 141—316.

## Роды и некоторые виды растений и грибов, названные в честь Л. Д. Швейница
- Schweinitzia Elliott ex Nutt., 1818 [syn.  Monotropsis Schwein., 1817]
- Schweinitzia Grev., 1823, nom. illeg. [syn.  Podaxis Desv., 1809]
- Schweinitzia Massee, 1895, nom. illeg. [syn.  Velutaria Fuckel, 1870]
- Schweinitziella Speg., 1888
- Biscogniauxia schweinitzii Y.M.Ju & J.D.Rogers, 1998, nom. nov.
- Capnodium schweinitzii Berk. & Desm., 1849 [syn.  Polychaetella schweinitzii (Berk. & Desm.) Speg., 1918]
- Carex schweinitzii Dewey, 1825
- Cyperus schweinitzii Torr., 1836
- Dothidea schweinitzii Berk. & M.A.Curtis, 1853 [syn.  Montagnella schweinitzii (Berk. & M.A.Curtis) Sacc., 1883]
- Helianthus schweinitzii Torr. & A.Gray, 1842
- Physarum schweinitzii Berk., 1873, nom. nov. [syn.  Oligonema schweinitzii (Berk.) G.W.Martin, 1947]
- Polyporus schweinitzii Fr., 1821, nom. nov. [syn.  Phaeolus schweinitzii (Fr.) Pat., 1900]
- Senecio schweinitzianus Nutt., 1841 [syn.  Packera schweinitziana (Nutt.) W.A.Weber & Á.Löve, 1981]
- Sphaeria schweinitzii Fr., 1828 [syn.  Hypocrea schweinitzii (Fr.) Sacc., 1883]